# یان‌آن
یان‌آن (به لاتین: Yan'an) یک شهر مرکزی در جمهوری خلق چین است که در شاآنشی واقع شده‌است. یان‌آن ۳۷٬۰۰۰ کیلومترمربع مساحت و ۲٬۱۵۰٬۸۰۰ نفر جمعیت دارد و ۹۷۵ متر است